# Stanley Cohen
Stanley Cohen (17 tháng 11 năm 1922 – 5 tháng 2 năm 2020) là một nhà hóa sinh người Mỹ, đã đoạt giải Nobel Sinh lý và Y khoa năm 1986 chung với Rita Levi-Montalcini.
Ông là một nhà nghiên cứu lỗi lạc và giảng viên cộng tác với trường Y khoa Đại học Vanderbilt tại Nashville, Tennessee.
Ông đậu bằng cử nhân chuyên ngành hóa học và động vật học ở trường Brooklyn College năm 1943. Sau khi làm việc như một nhà vi khuẩn học cho một nhà máy chế biến sữa để kiếm tiền, ông đã thi đậu bằng thạc sĩ (M.A.) chuyên ngành động vật học tại trường Oberlin College năm 1945. Sau đó, năm 1948, ông đậu bằng tiến sĩ ở phân khoa hóa sinh, Đại học Michigan.
Làm việc chung với Rita Levi-Montalcini (người cùng đoạt chung giải Nobel năm 1986) ở trường Đại học Washington tại St. Louis trong thập niên 1950, Cohen đã cô lập được nhân tố tăng trưởng thần kinh (nerve growth factor), rồi phát hiện ra nhân tố tăng trưởng biểu bì (epidermal growth factor). Sau khi di chuyển tới Đại học Vanderbilt năm 1959, ông tiếp tục nghiên cứu về các nhân tố tăng trưởng tế bào. Công trình nghiên cứu này là nền tảng cho sự hiểu biết về việc phát triển của bệnh ung thư để chế tạo thuốc chống ung thư.

## Giải thưởng
- Giải Rosenstiel 1982 chung với Rita Levi-Montalcini
- Giải Louisa Gross Horwitz của Đại học Columbia chung với Rita Levi-Montalcini năm 1983
- Huy chương Khoa học quốc gia (Hoa Kỳ) năm 1986.
- Giải Nobel Sinh lý và Y khoa năm 1986 chung với Rita Levi-Montalcini